# Grand Café Kranenbarg
Grand Café Kranenbarg was een radioprogramma dat van september 2014 tot december 2016 op de Nederlandse radiozender NPO Radio 2 te horen was. Het programma werd iedere zaterdag tussen 09.00 en 12.00 uur uitgezonden door de publieke omroep KRO-NCRV. Grand Café Kranenbarg werd gepresenteerd door Bert Kranenbarg, die eerder het doordeweekse programma Knooppunt Kranenbarg presenteerde.
Het programma was in september 2014 de opvolger van het programma Cappuccino, dat sinds 1995 op dit tijdstip te horen was geweest. In Grand Café Kranenbarg was iedere week een bekende Nederlander te gast die een uur lang zijn favoriete muziek kon laten horen. Het programma stopte in december 2016 vanwege de overstap van Bert Kranenbarg naar NPO Radio 5.
Aan De Slag! · Afslag Thunder Road · Aje Tho! · Annemiekes A-lunch · Blokhuis · Bureau De Wilt · Bureau Kijk in de Vegte · Corné Klijns Soul Sensations · De Staat van Stasse · De Wild in de Middag · Echt Jasper · Funky Frank's · Giel ·Gijs 2.4 · Grand Café Kranenbarg · Helemaal Haandrikman · Het Platenpaleis · Hey JP! · Holy Hits · Jan-Willem Start Op! · Licence 2 Chill · Mega Album Top 50 · Motel De Wilt · Musical Moods · Muziekcafé · On the Beat · One Night Stenders · Het oor wil ook wat · Paul! · Rabbering Laat · Rarmarmar · RickvanV doet 2 · Rinkeldekinkel · Schiffers.fm · SHAY! · Simone's Songlines · Soul Night met One'sy · Spijkers met koppen · Thank God It's Sunday · The Best of 2night · The Big Frank Show · Thijs · Tijd voor Twee · Van Inkels Choice · Verrukkelijke 15 ·  VrijZaZo Show · Vroeg op Frank · 't Wordt Nu Laat · WILDGROEI · Wout2Day · Yora en Sander, Sander en Yora